# 羅克克羅辛 (亞利桑那州)
羅克克羅辛（英語：Rock Crossing）是位於美國亞利桑那州莫哈維縣的一個非建制地區。該地的面積和人口皆未知。

## 地理
羅克克羅辛的座標為36°43′34″N 113°20′31″W / 36.72611°N 113.34194°W，而該地的平均海拔高度為1306米（即4285英尺）。